# Mechanicsburg (Illinois)
Mechanicsburg è un comune degli Stati Uniti d'America, situato nello Stato dell'Illinois e in particolare nella contea di Sangamon.